# 広島市立五日市中学校
広島市立五日市中学校（ひろしましりついつかいちちゅうがっこう）は、広島県広島市佐伯区五日市中央六丁目にある公立中学校。

## 沿革
- 1947年（昭和22年）4月1日 -  五日市町立五日市中学校設立[2]
- 1947年（昭和22年）4月15日 - 開校式
- 1955年（昭和30年）4月1日 - 五日市町・井口村学校組合立五日市中学校と改称
- 1956年（昭和31年）10月1日 - 五日市町立五日市中学校と改称
- 1963年（昭和38年）7月25日 - グラウンド完成
- 1964年（昭和39年）4月1日 - 障害児学級設置
- 1964年（昭和39年）7月25日 - プール完工
- 1977年（昭和52年）4月1日 - 五日市町立五日市南中学校を分離開校。
- 1977年（昭和52年）5月14日 - 屋内体操場落成
- 1985年（昭和60年）3月20日 - 広島市との合併により、広島市立五日市中学校と改称
- 1985年（昭和60年）4月1日 - 広島市立五日市観音中学校を分離開校
- 1987年（昭和62年）9月10日 - 運動場改修工事完成
- 1989年（平成元年） - 難聴学級設置
- 1992年（平成4年）8月31日 - コンピュータ教室完成
- 1996年（平成8年）10月1日 - グラウンド砂場完成
- 1999年（平成11年）3月19日  - 教育相談室完成
- 2000年（平成12年）4月4日 - 防火設備工事
- 2000年（平成12年）10月11日 - インターネット設置工事
- 2002年（平成14年）3月2日 - インターホン設置工事
- 2003年（平成15年）12月15日 - グラウンド改修
- 2003年（平成15年）12月27日 - 校長室改修
- 2004年（平成16年）8月2日 - 校内LAN整備工事

## 校区
- 広島市立五日市中央小学校の校区[3]
  - 五日市中央一丁目～ 五日市中央六丁目
- 広島市立五日市小学校の校区
  - 八幡一丁目（29番）、城山一丁目（五日市観音西学区分を除く）、千同二丁目（1番1号～6号、1番63号～65号）、五日市中央七丁目、五日市一丁目～五日市七丁目、新宮苑、五日市駅前一丁目～五日市駅前三丁目
- 広島市立五日市東小学校の校区  
  - 五日市町大字皆賀、五日市町大字昭和台、五日市町大字美鈴園、皆賀一丁目～皆賀四丁目

## 部活動

### 運動部
- 陸上競技部
- 男子テニス部
- 女子ソフトテニス部
- 女子バレーボール部
- 野球部
- サッカー部
- 卓球部
- バスケットボール部
- 剣道部
- バドミントン部
- 体操部

・水泳部
などが挙げられる

### 文化部
- 吹奏楽部
- 美術・アニメーション部
- 家庭科部
- 演劇部

## アクセス
- JR西日本山陽本線 五日市駅下車
- 広島電鉄宮島線 広電五日市駅下車

## 著名な出身者
- 山本浩二（プロ野球選手、元広島東洋カープ監督・選手、2013WBC日本代表監督）
- 大植英次（指揮者）
- 諏訪敦彦（映画監督）
- 高田靖彦（漫画家）
- 桝本壮志（放送作家）
- 中丸啓（前衆議院議員・次世代の党所属）
- 為末大（陸上400mハードル選手）
- 鎧坂哲哉（陸上長距離走選手）
- 中野翔太（陸上長距離走選手）
- 渡部真代（バスケットボール選手）
- 大浦颯太（バスケットボール選手）